# Tillmans Corner (Alabama)
Tillmans Corner es un lugar designado por el censo ubicado en el condado de Mobile, Alabama, Estados Unidos. Según el censo de 2020, tiene una población de 17 731 habitantes.
En los Estados Unidos, un lugar designado por el censo (traducción literal de la frase en inglés census-designated place, CDP) es una concentración de población identificada por la Oficina del Censo exclusivamente para fines estadísticos.
En ese caso, a todos los efectos prácticos, la zona es considerada parte de la ciudad de Mobile.

## Geografía
Está ubicado en las coordenadas 30°34′54″N 88°12′46″O / 30.58167, -88.21278 (30.581533, -88.21278). Según la Oficina del Censo, tiene un área total de 33.75 km², de la cual 33.65 km² son tierra y 0.10 km² son agua.

## Demografía

### Censo de 2020
| Raza                   | Núm.   | Porc. |
| ---------------------- | ------ | ----- |
| Blancos                | 12 113 | 68.3% |
| Afroamericanos         | 3215   | 18.1% |
| Amerindios             | 129    | 0.7%  |
| Asiáticos              | 653    | 3.7%  |
| Isleños del Pacífico   | 10     | 0.1%  |
| Otras razas            | 485    | 2.7%  |
| De una mezcla de razas | 1126   | 6.4%  |
| Total                  | 17 731 | 100%  |

Del total de la población, el 5.19% son hispanos o latinos de cualquier raza.

### Censo de 2000
En el 2000 los ingresos medios de los hogares eran de $34,309 y los ingresos medios de las familias eran de $40,409. Los ingresos per cápita eran de $16,901. Los hombres tenían ingresos per cápita por $30,613 frente a los $21,637 que percibían las mujeres.